# 655 (szám)
A 655 (római számmal: DCLV) egy természetes szám, félprím, az 5 és a 131 szorzata.

## A szám a matematikában
A tízes számrendszerbeli 655-ös a kettes számrendszerben 1010001111, a nyolcas számrendszerben 1217, a tizenhatos számrendszerben 28F alakban írható fel.
A 655 páratlan szám, összetett szám, azon belül félprím, kanonikus alakban az 51 · 1311 szorzattal, normálalakban a 6,55 · 102 szorzattal írható fel. Négy osztója van a természetes számok halmazán, ezek növekvő sorrendben: 1, 5, 131 és 655.
A 655 négyzete 429 025, köbe 281 011 375, négyzetgyöke 25,59297, köbgyöke 8,68455, reciproka 0,0015267. A 655 egység sugarú kör kerülete 4115,48638 egység, területe 1 347 821,788 területegység; a 655 egység sugarú gömb térfogata 1 177 097 695,0 térfogategység.